# Jan Litawor Chreptowicz
Jan Litawor Chreptowicz herbu Odrowąż (ur. 1703, zm. 25 września 1765 w Poporciach) – stolnik nowogródzki od 1731, od 1752 kasztelan brzeskolitewski, od 1756 kasztelan nowogródzki. Poseł na sejmy.
Jako poseł na sejm konwokacyjny 1733 roku z województwa nowogródzkiego był członkiem konfederacji generalnej zawiązanej 27 kwietnia 1733 roku na tym sejmie. W okresie bezkrólewia i wojny domowej w latach 1733–1736 stronnik Stanisława Leszczyńskiego. Początkowo był stronnikiem Radziwiłłów, od 1748 zbliżył się do Czartoryskich. W staraniach o awanse zabiegał o protekcję rosyjską.